# Heart Condition
Heart Condition é um filme americano de comédia lançado em 1990, dirigido por James D. Parriott e estrelado por Denzel Washington, Bob Hoskins e Chloe Webb.

## Sinopse
Jack Moony (Bob Hoskins) é o tira que investiga um cartel de drogas. Napoleon Stone (Denzel Washington) é o advogado que defende os traficantes. Um dia, Stone é baleado e morre, ao mesmo tempo em que Moony sofre um ataque cardíaco. Quando Moony acorda, descobre que tem um novo coração e que este era de Stone. Agora o fantasma de Stone vai perseguir Moony não só para que ele trate bem do coração, mas para que descubra quem o assassinou.

## Elenco
- Bob Hoskins — Jack Moony
- Denzel Washington — Napoleon Stone
- Chloe Webb — Crystal Gerrity
- Roger E. Mosley — Capitão Wendt
- Ja'net DuBois — Sra. Stone
- Alan Rachins — Dr. Posner
- Ray Baker — Harry Zara
- Jeffrey Meek — Graham
- Eva LaRue — Peisha